# Dromersheim

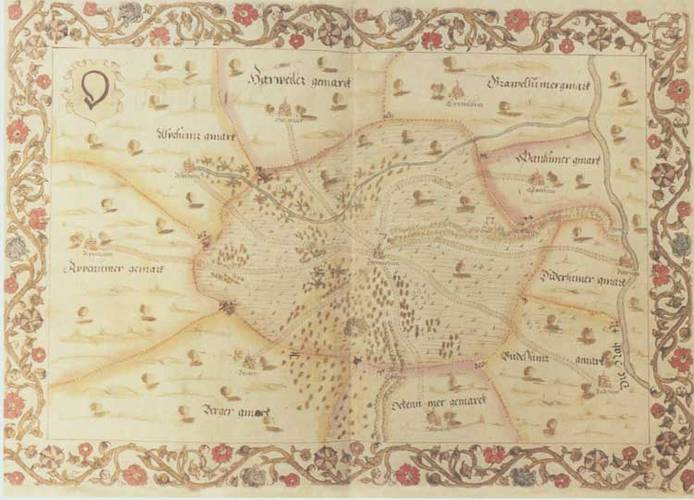
Gottfried Mascop: Karte der Gemarkung Dromersheim, 1577

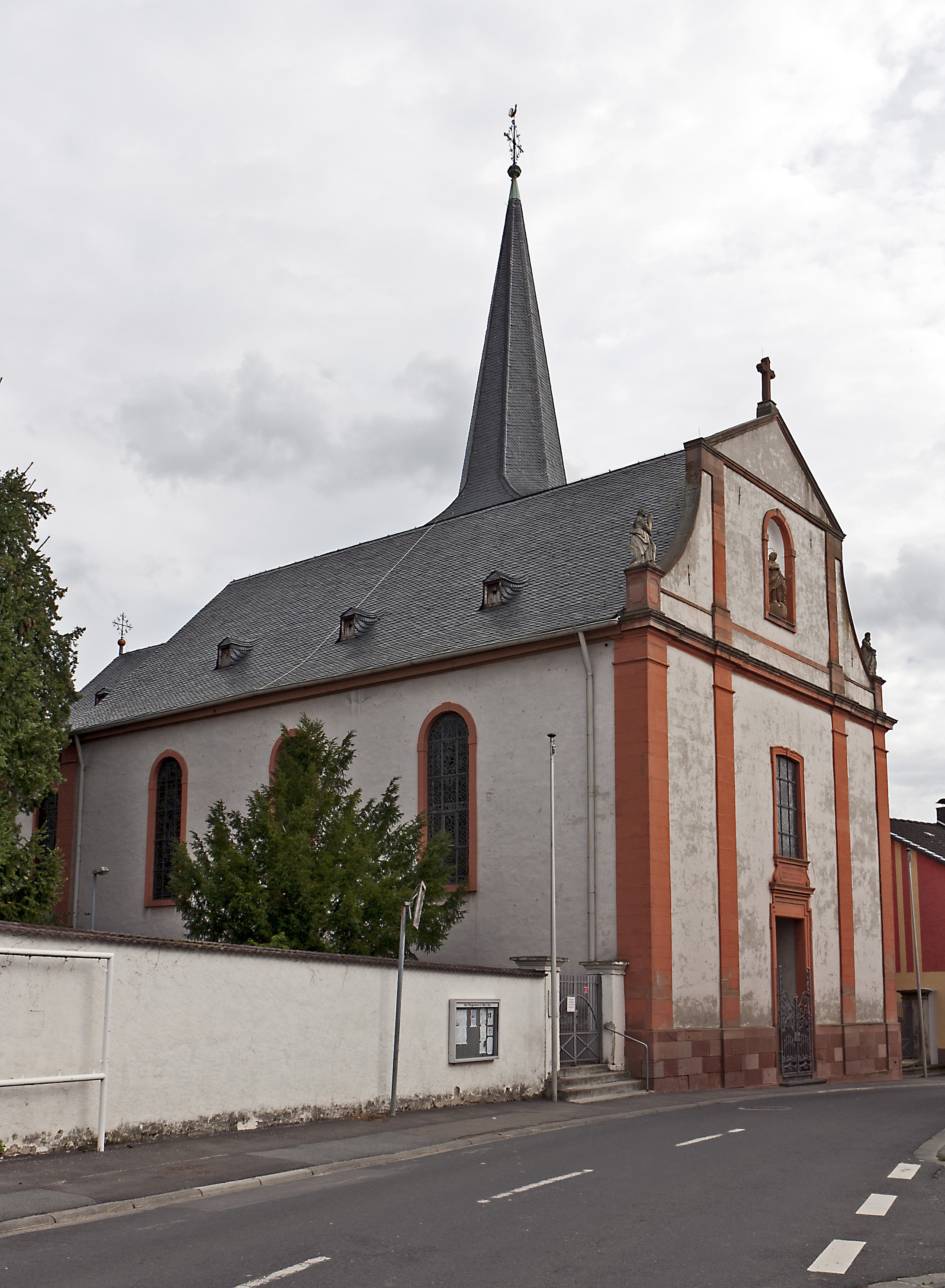
Katholische Pfarrkirche St. Peter und Paul

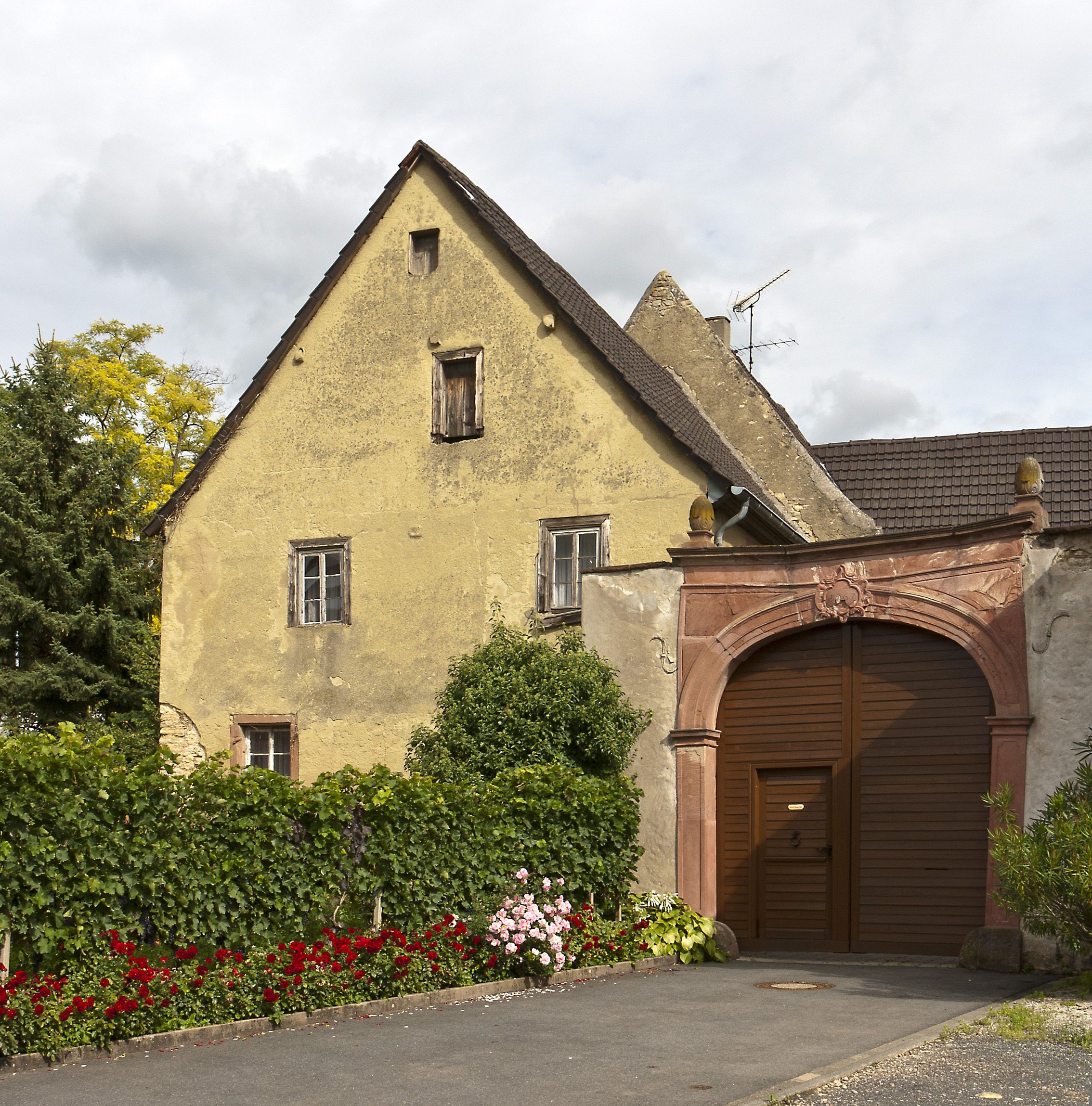
Vierseithof aus dem 18. Jahrhundert

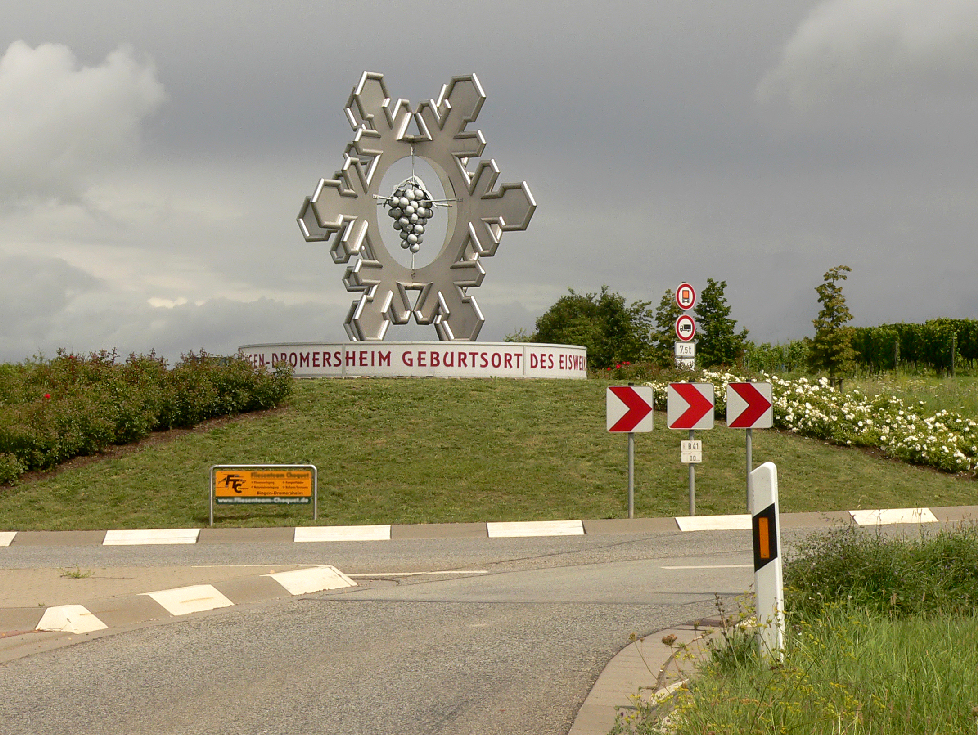
Verkehrskreisel bei Dromersheim mit Eisweindenkmal

Dromersheim ist ein Stadtteil von Bingen am Rhein in Rheinland-Pfalz.

## Geschichte
Die älteste erhaltene Erwähnung des Ortes findet sich als Truhtmaresheim in einer von Edling Eggiolt von Worms am 15. Juni 754 ausgestellten Urkunde.
Bis zum Ende des Alten Reichs gehörte Dromersheim zu Kurmainz.

Nach der Einnahme des linken Rheinufers durch französische Revolutionstruppen wurde die Region 1793 von Frankreich annektiert. 
 Verzögert durch die Koalitionskriege wurde die Annexion erst nach 1797 konsolidiert, Dromersheim gehörte ab 1798 zum Département Donnersberg und dem dortigen Kanton Bingen. Gerichtlich war im Bereich des Kantons für die Zivilgerichtsbarkeit das Friedensgericht Bingen zuständig, für die Angelegenheiten der freiwilligen Gerichtsbarkeit bestanden Notariate.
Aufgrund 1815 auf dem Wiener Kongress getroffener Vereinbarungen und eines 1816 zwischen dem Großherzogtum Hessen, Österreich und Preußen geschlossenen Staatsvertrags kam Rheinhessen, und damit auch Dromersheim, zum Großherzogtum Hessen, das dieses neu erworbene Gebiet als Provinz Rheinhessen organisierte. Nach der Auflösung der Kantone in der Provinz 1835 lag Dromersheim im neu errichteten Kreis Bingen.
Am 11. Februar 1830 wurde in den Weinbergen von Dromersheim erstmals in Deutschland Eiswein gelesen.
Das bis dahin für Dromersheim zuständige Friedensgericht Bingen wurde 1879 aufgelöst und durch das Amtsgericht Bingen ersetzt.
Die bis dahin eigenständige Gemeinde Dromersheim wurde am 22. April 1972 mit 1.221 Einwohnern nach Bingen eingemeindet.

## Wappen
Das Wappen der ehemaligen Gemeinde Dromersheim ist geviert. In den Feldern eins und vier je ein silbernes Mainzer Rad auf rotem Grund. Im zweiten Feld auf blauem Grund eine goldene Krone, umrahmt von sieben slberne Sternen und eine silberne Mondsichel (Hinweis auf die als „schöne Dromersheimerin“ bekannte Madonna). Im dritten Feld, ebenfalls auf blauen Grund, zwei gekreuzte goldene Schlüssel. Die Schlüssel symbolisieren Sankt Petrus, einen der Kirchenpatrone des Dorfes.

## Kultur und Sehenswürdigkeiten
In der Liste der Kulturdenkmäler in Bingen am Rhein sind für Dromersheim 13 Einzeldenkmale und eine Denkmalzone aufgeführt.

### Musik
- Katholische Kirchenmusik Bingen-Dromersheim
- Männgergesangsverein Bingen-Dromersheim 1872

### Bauwerke
- Dromersheimer Pfarrkirche

### Sport
- Turn- und Sportverein 1899 Bingen-Dromersheim

### Weitere Vereine
- Bauernverein Bingen-Dromersheim
- Kath. Junge Gemeinde Dromersheim
- Landfrauenverein Bingen-Dromersheim
- Ortsvereinsring Bingen-Dromersheim e. V.
- Carneval Club Ledekepp e. V.

## Wirtschaft und Infrastruktur

### Verkehr
Dromersheim liegt im Schnittpunkt der Landstraße 414 und der Bundesstraße 41, die Autobahnen 60 und 61 sind maximal 10 km entfernt.
Über Stadtbusse ist der Stadtteil im Halbstundentakt mit Bingen verbunden. Dreimal täglich gibt es eine Busverbindung nach Bad Kreuznach. Die nächsten Bahnhöfe sind an der linken Rheinstrecke in Bingen, sowie der Rheinhessenbahn und Nahetalbahn in Gensingen-Horrweiler, Ockenheim oder auch Gau-Algesheim vorhanden.

### Bildung
Im Ort selbst befindet sich eine Grundschule. Die Realschule Plus ist im Stadtteil Büdesheim. Weiterführende Schulen (Stefan-George-Gymnasium und Hildegardisschule) sind in Bingen bzw. in Büdesheim die Rochus-Realschule. Eine Berufsbildende Schule (Sekundarabschluss I und Fachabitur) findet sich in Bingen. Eine Integrierte Gesamtschule mit der Abschlussmöglichkeit Mittlere Reife bzw. Abitur gibt es in Ingelheim am Rhein.

## Persönlichkeiten

### Söhne und Töchter des Stadtteils
- Richard Faust (1927–2000), Direktor des zoologischen Gartens Frankfurt
- Peter Tischleder (1891–1947), römisch-katholischer Priester und Theologieprofessor in Münster und Mainz
- Saskia Tittgen, Rheinhessische Weinprinzessin 2008/2009

### Persönlichkeiten, die vor Ort gewirkt haben
- Gottfried Mascop (* vor 1550; † nach 1603), deutscher Kartograf der zweiten Hälfte des 16. Jahrhunderts, Gemarkungspläne
- Burkard Zamels (* um 1690; † 1757), Bildhauer, Kreuzigungsgruppe, um 1750